# Festival dalmatinskih klapa – Omiš 1970.
Festival dalmatinskih klapa Omiš 1970. bila je glazbena manifestacija klapskog pjevanja u Omišu u Hrvatskoj. Festival se održao 25. srpnja 1970. godine.
Natjecale su se sljedeće muške klape:
| Klapa                 | Mjesto        | Voditelj          |
| --------------------- | ------------- | ----------------- |
| Klapa Boduli          | Postira       | Ivo Marinković    |
| Klapa Bokelji         | Herceg Novi   | Dragan Rakić      |
| Klapa Bonaca          | Kaštel Lukšić |                   |
| Klapa Dalmacija       | Dugi Rat      | Danijel Šeparović |
| Klapa Dalmacijacement | Vranjic       | Ljubo Stipišić    |
| Klapa Foša            | Zadar         | Ivica Dundov      |
| Klapa Jedinstvo       | Split         | Ljubo Stipišić    |
| Klapa Maestral        | Dubrovnik     | Krešimir Magdić   |
| Klapa Moreška         | Korčula       | Mišo Kirhmajer    |
| Klapa Mostar          | Mostar        | Ilija Vasilj      |
| Klapa Omiš            | Omiš          | Ljubo Stipišić    |
| Klapa Petar Kružić    | Klis          | Petar Cvitanović  |
| Klapa Prstaci         | Split         | Petar Cvitanović  |
| Klapa Putajci         | Split         | Petar Cvitanović  |
| Klapa Srdela          | Makarska      | Joško Buble       |
| Klapa Šubićevac       | Šibenik       |                   |
| Klapa Tramuntana      | Biograd       | Neven Grgić       |
| Klapa Trogir          | Trogir        | Ljubo Stipišić    |
| Klapa Varošani        | Split         | Antun Milatić     |
| Klapa Vela Luka       | Vela Luka     | Perica Mirošević  |

Napomene:
1. 1 2 3  Nastupili samo na večeri novih skladbi

## Nagrade

### Večer novih skladbi
Večer novih skladbi
Zlatna plaketa autoru najuspješnije skladbe
- Skladba Baš si luda - glazba: Zdenko Runjić; tekst: Tomislav Zuppa; izvela klapa Moreška, Korčula

Plaketa za najbolju izvedbu
- Oktet Dalmacijacement (m) - Vranjic za skladbu Barba Filina lula - glazba i tekst: Toma Bebić

Zlatna plaketa publike
- Skladba Čuvaj je majko - glazba i tekst: Arsen Dedić - izvela klapa Šubičevac (m) - Šibenik

### Završna večer klapa
1. Nagrada stručnog žirija - zlatni štit s grbom Grada Omiša:
- Klapa Trogir, Trogir

2. Nagrada stručnog žirija - srebrni štit s grbom Grada Omiša:
- Klapa Maestral, Dubrovnik

3. Nagrada stručnog žirija - brončani štit s grbom Grada Omiša:
- Nagrada nije dodijeljena

1. Nagrada publike - zlatni omiški leut
- Klapa Maestral, Dubrovnik

2. Nagrada publike - srebrni omiški leut
- Klapa Trogir, Trogir

3. Nagrada publike - brončani omiški leut
- Nagrada nije dodijeljena

## Vanjske poveznice
- Službene stranice